# Trängtruppernas officershögskola
Trängtruppernas officershögskola (TrängOHS) var en officershögskola för trängtrupperna inom svenska armén som verkade i olika former åren 1902–1984. Förbandsledningen var förlagd i Linköpings garnison i Linköping.

## Historia
År 1902 inrättades i Landskrona garnison Trängens officersvolontärskola. År 1914 omlokaliserades skolan till Sollefteå garnison och antog 1915 namnet Trängens officersaspirantskola. I Sollefteå hade skolan goda möjligheter att utbilda eleverna i vinterutbildning och vintertjänst. Dock begränsades andra delar på grund av förhållandet av geografin och klimatet inte kunde tillgodoses i önskvärd grad. Därmed kom skolan 1914 att omlokaliseras återigen, denna gång till Skövde garnison. Genom försvarsbeslutet 1925 reducerades utbildningstiden och samt att även de två elevkompanier vara sammandragna till ett kompani. Skolans förläggningsutrymme i Skövde motsvarade dock inte kraven på den nya organisationen. Istället kom skolan 1927 att omlokaliseras till Linköpings garnison, där skolan förlades till grenadjäretablissementet. År 1943 samlokaliserades skolan med Svea trängkår. Genom försvarsbeslutet 1948 beslutades att truppslagen trängen och tygtrupperna skulle sammanföras till ett gemensamt truppslag, underhållstrupperna. Med den nya organisationen uppgick Tygtruppernas kadettskola i Trängtruppernas kadettskola den 2 april 1948. Med det nya truppslaget kom även Intendenturtruppernas kadettskola den 28 mars 1949 att uppgå i Trängtruppernas kadettskola, vilken samtidigt antog namnet Underhållstruppernas kadettskola. Dock så kom namnet den 1 januari 1950 att ändras på det nya truppslaget från underhållstrupperna till trängtrupperna. Därmed kom även Underhållstruppernas kadettskola den 22 mars 1950 att anta det gamla namnet Tygtruppernas kadettskola. Den 1 januari 1962 omorganiseras skolan till Trängtruppernas kadett- och aspirantskola. Genom reformen "Ny befälsordning" kom skolan att omorganiseras till en provisorisk organisation den 1 juni 1981 och antog namnet till Trängtruppernas officershögskola. Genom försvarsbeslutet 1982 beslutades att Svea trängregemente skulle reduceras till en utbildningsbataljon inom Livgrenadjärregementet. Vilket påverkade även skolan i den omfattningen att den omlokaliserades den 1 juli 1984 till Skövde garnison, för att där uppgå i Arméns underhållsskola.

## Förläggningar och övningsplatser
När skolan bildades 1902 var den samlokaliserad med Wendes trängkår i Adolf Fredriks kasern på Slottsgatan 1 i Landskrona. När skolan sedan flyttades 1905 till Sollefteå var den samlokaliserad med Norrlands trängkår vid Trängvägen i det så kallade Nipanområdet. År 1914 omlokaliserades skolan till Skövde, där den samlokaliserades med Göta trängkår på trängkasernetablissement vid Mariestadsvägen (nu benämnd Högskolevägen). När skolan flyttades till Linköpings garnison 1927, övertogs delar av västra delen av dubbelkasernetablissementet. Vilket stod tomt efter att Andra livgrenadjärregementet sammanslogs med Första livgrenadjärregementet och bildade Livgrenadjärregementet, vilket förlades till östra delen av dubbelkasernetablissementet. År 1943 samlokaliserades skolan med Svea trängkår på trängkasernetablissement vid Kaserngatan i Linköping. Där blev skolan kvar fram till att den uppgick i Arméns underhållsskola i Skövde. I Skövde var skolan under en kort tid förlagd till den före detta underofficersbyggnaden vid trängkasernetablissement. För att 1987 samlokaliseras med Göta trängkår i kavallerikasernen på Heden i Skövde.

## Heraldik och traditioner
Under skolans aktiva tid kom den att vara samlokaliserad med Svea trängkår (T 1), Göta trängkår (T 2), Norrlands trängkår (T 3) och Skånska trängkåren (T 4), vilket är samtliga trängförband som blev kvar efter försvarsbeslutet 1925.

## Förbandschefer
Förbandschefen för skolan titulerades skolchef.

- 1902–1943: ???
- 1943–1944: Curt Virgin
- 1944–1948: Bror Sandberg
- 1948–1962: ???
- 1962–1963: Bengt Hallenberg
- 1963–1977: ???
- 1977–1980: Tord Björkman
- 1980–1984: ???

## Namn, beteckning och förläggningsort
| Trängens officersvolontärskola            | 1902-10-06 | – | 1915-10-13 |
| Trängens officersaspirantskola            | 1915-10-14 | – | 1945-09-27 |
| Trängtruppernas kadettskola               | 1945-09-28 | – | 1949-03-27 |
| Underhållstruppernas kadettskola          | 1949-03-28 | – | 1950-03-21 |
| Trängtruppernas kadettskola               | 1950-03-22 | – | 1961-12-31 |
| Trängtruppernas kadett- och aspirantskola | 1962-01-01 | – | 1981-06-30 |
| Trängtruppernas officershögskola          | 1981-07-01 | – | 1984-06-30 |

| TrängOAS | 1902-10-06 | – | 1915-10-13 |
| TrängOAS | 1915-10-14 | – | 1945-09-27 |
| TrängKS  | 1945-09-28 | – | 1949-03-27 |
| UhKS     | 1949-03-28 | – | 1950-03-21 |
| TrängKS  | 1950-03-22 | – | 1961-12-31 |
| TrängKAS | 1962-01-01 | – | 1981-06-30 |
| TrängOHS | 1981-07-01 | – | 1984-06-30 |

| Landskrona garnison (F) | 1902-10-06 | – | 1905-10-09 |
| Sollefteå garnison (F)  | 1905-10-10 | – | 1914-10-15 |
| Skövde garnison (F)     | 1914-10-16 | – | 1927-10-06 |
| Linköpings garnison (F) | 1927-10-07 | – | 1984-06-30 |

## Galleri

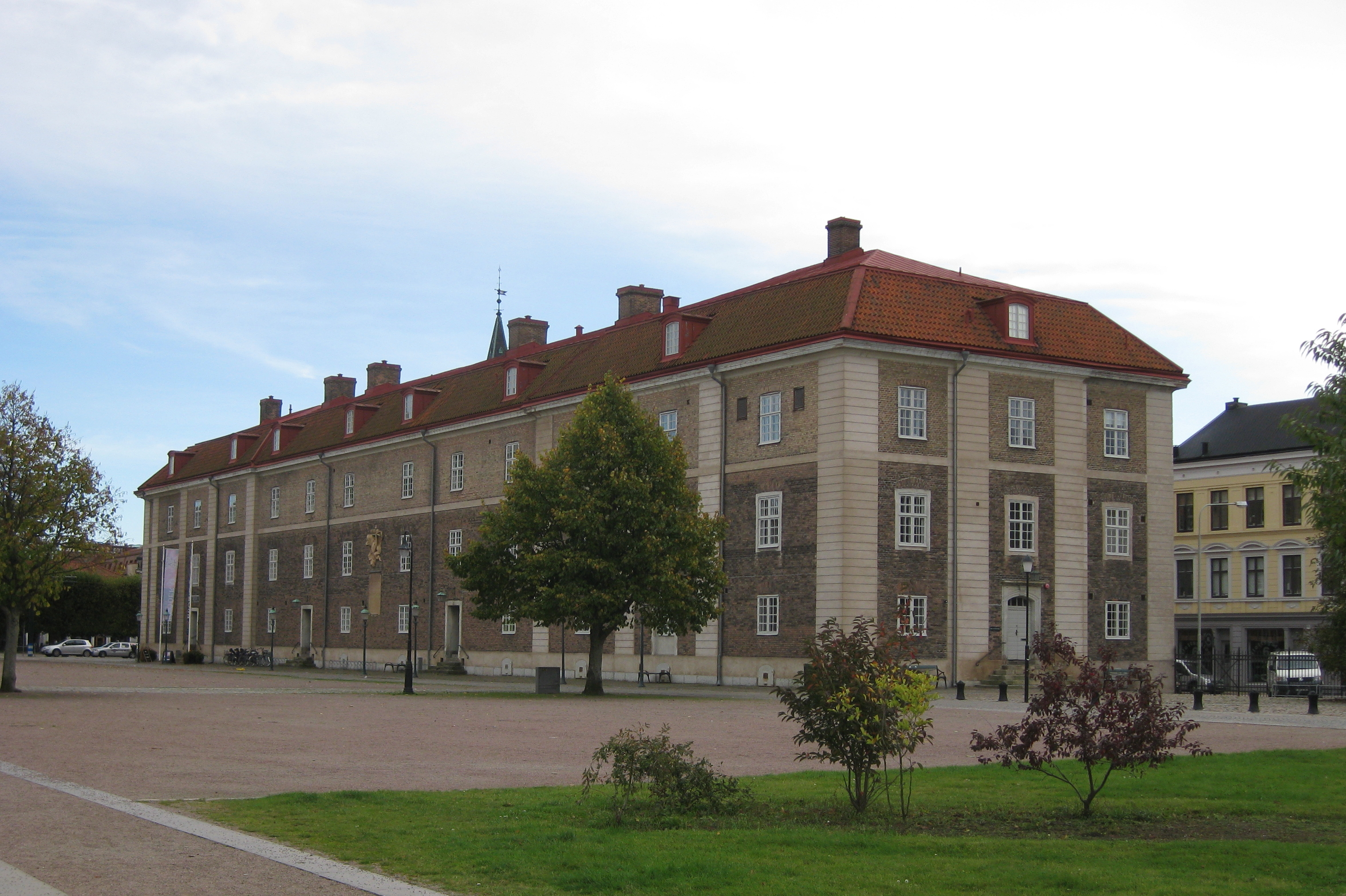
Adolf Fredriks kasern, även kallad Trängbataljonens kasern, i Landskrona.
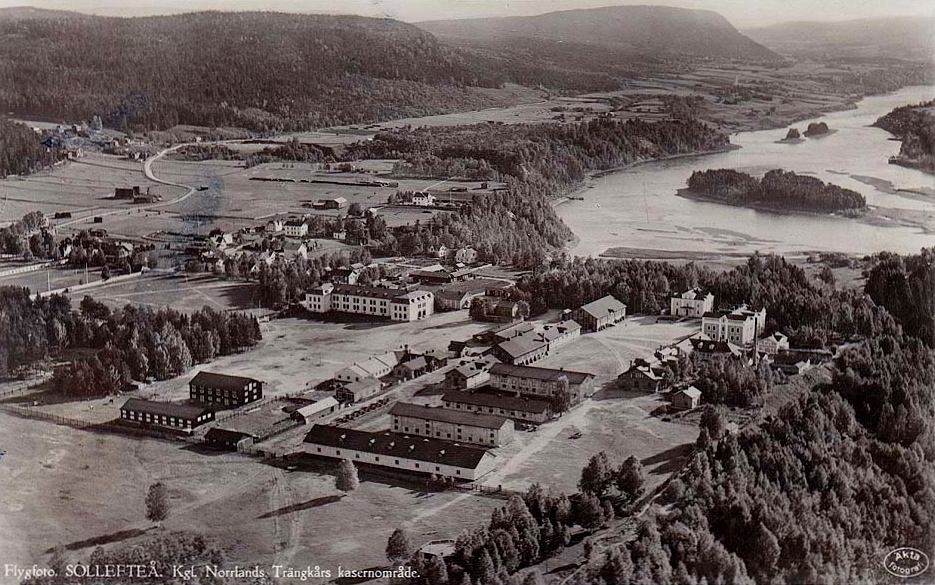
Flygbild från 1930-talet över trängkasernetablissement i Sollefteå.
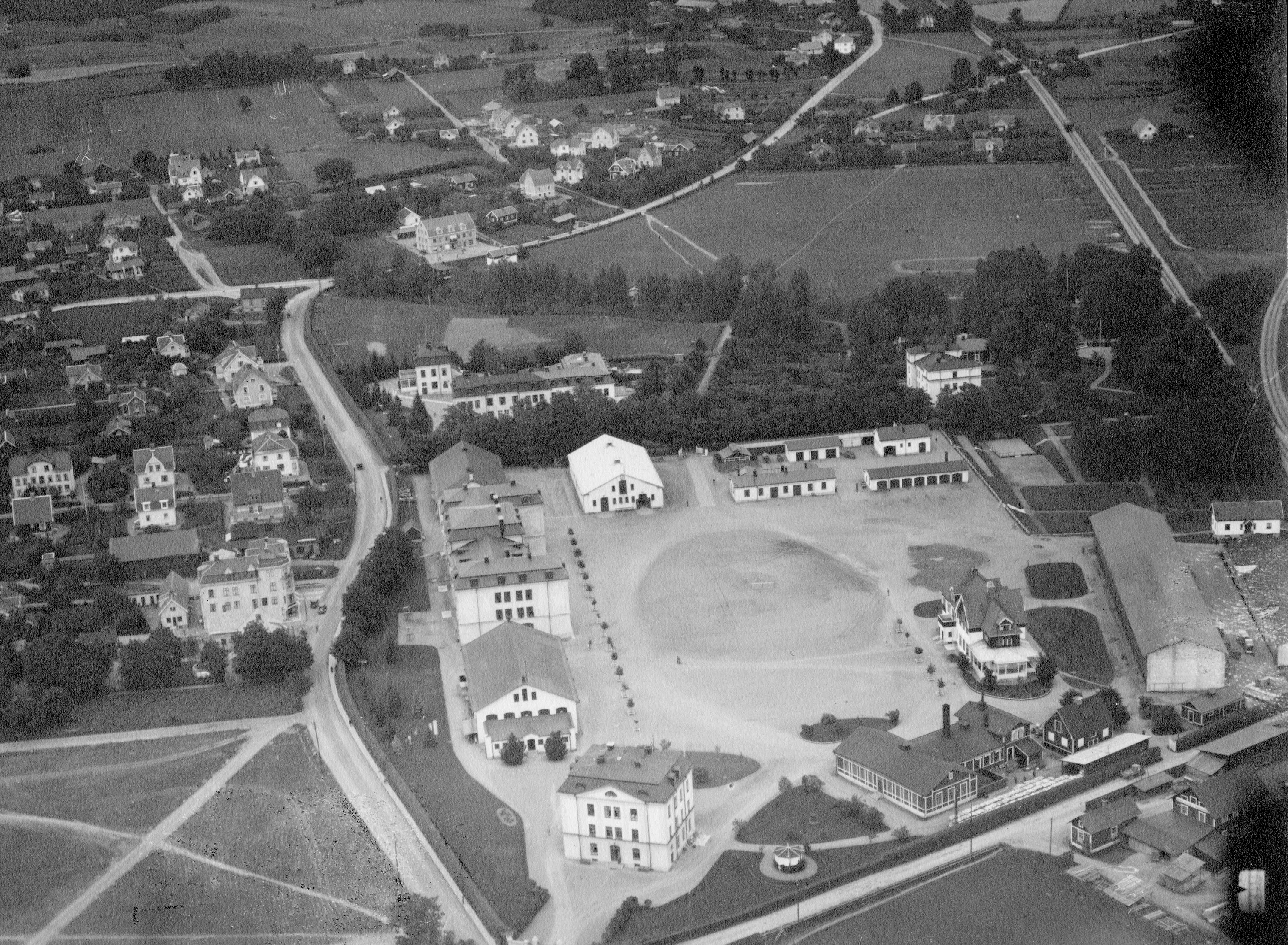
Flygbild från 1930-talet över trängkasernetablissement i Skövde.
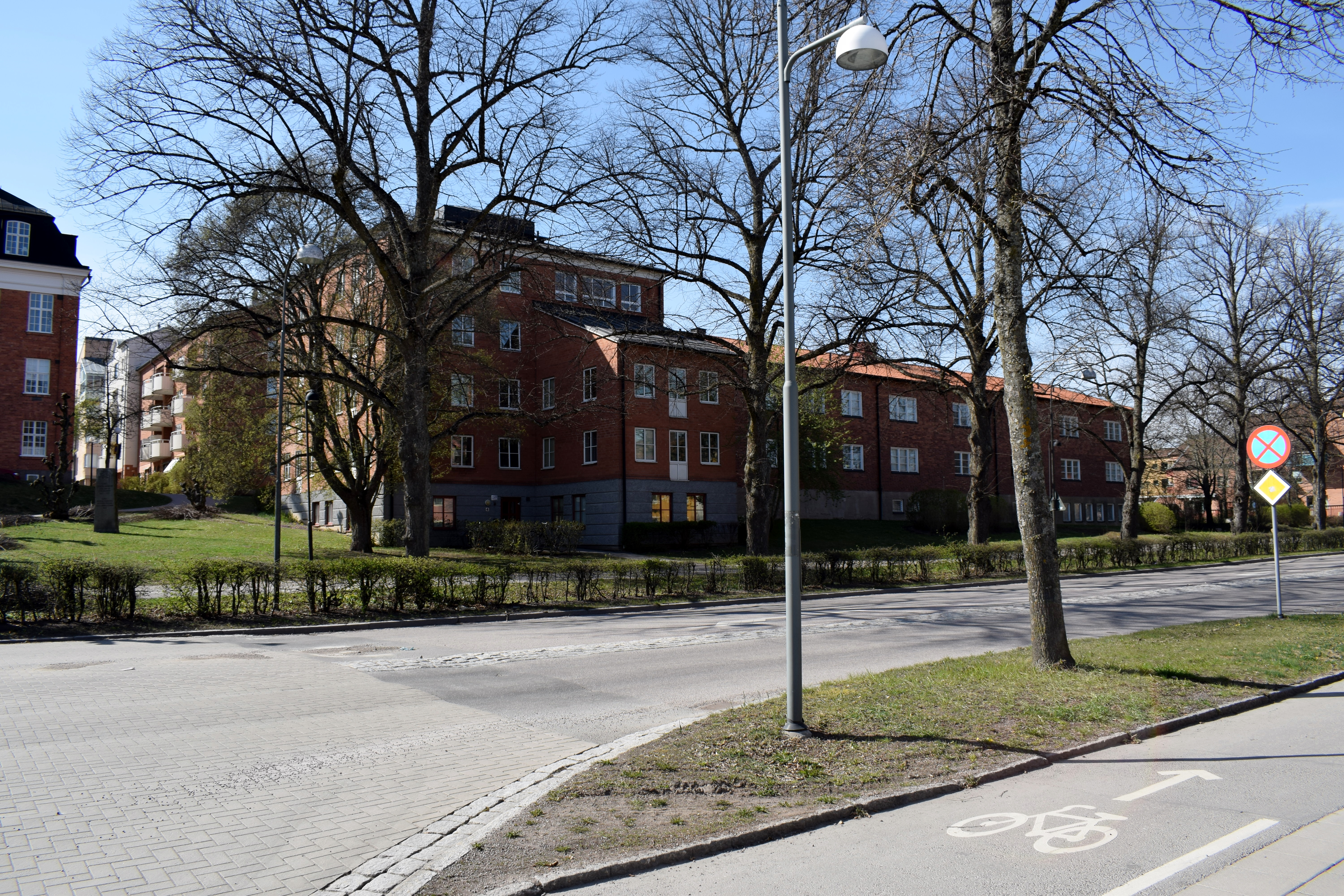
Skolans kasernen vid trängkasernetablissement i Linköping.